# كارلوس كروزديز
كارلوس كروزديز (بالإسبانية: Carlos Cruz-Díez) هو فنان فنزويلي ولد في كاراكاس عام 1923. ويعد من أعظم الفنانين في القرنين العشرين والحادي والعشرين. كما يعتقد أنه أحد أبرز الشخصيات الفنية وأحد آباء الفن الحركي والفن البصري.
التحق كارلوس بكلية الفنون التطبيقية في كاراكاس
عام 1940، ليمنح درجة تعليمية في التربية الفنية والفنون اليدوية عام 1945.:342